# Maria Pawlikowska-Jasnorzewska

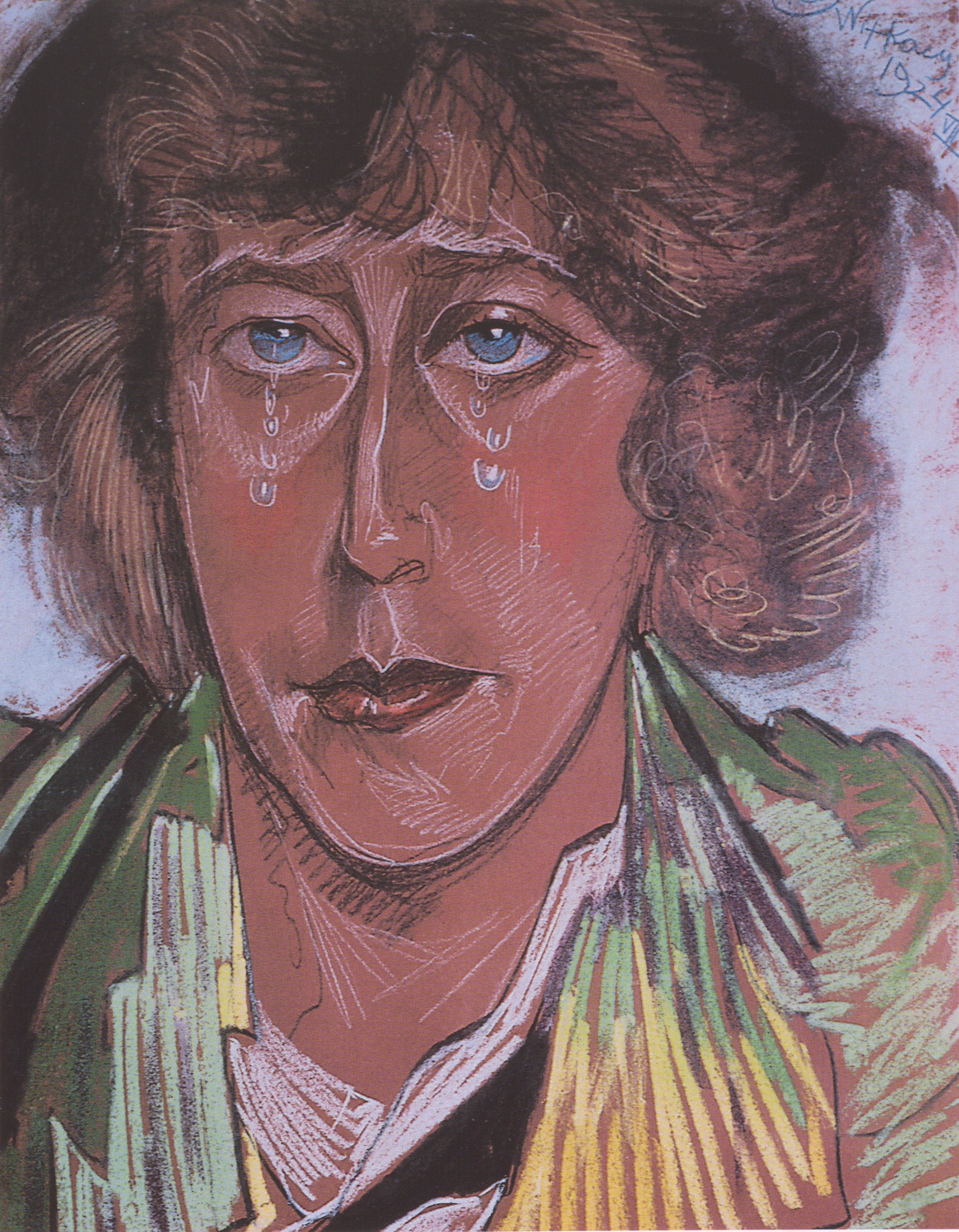
Portret autorstwa Witkacego, 1924

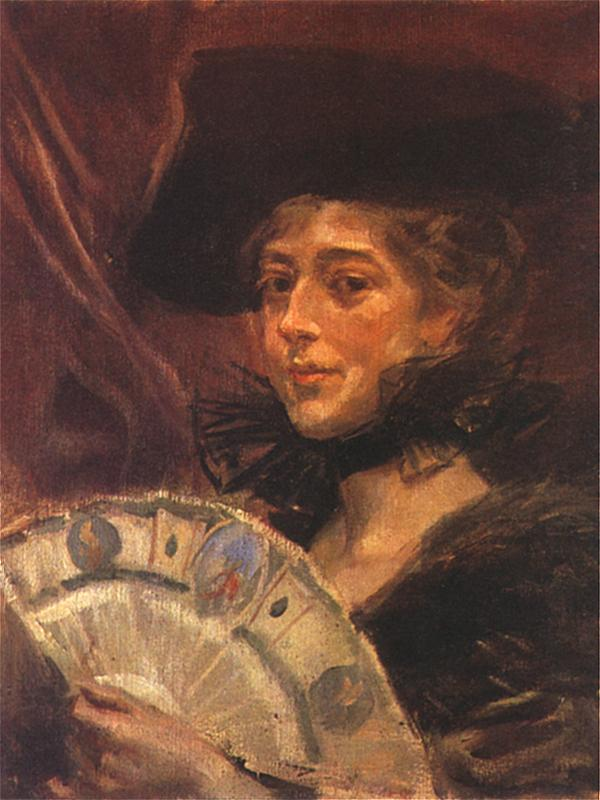
Portret autorstwa Wojciecha Kossaka, 1934

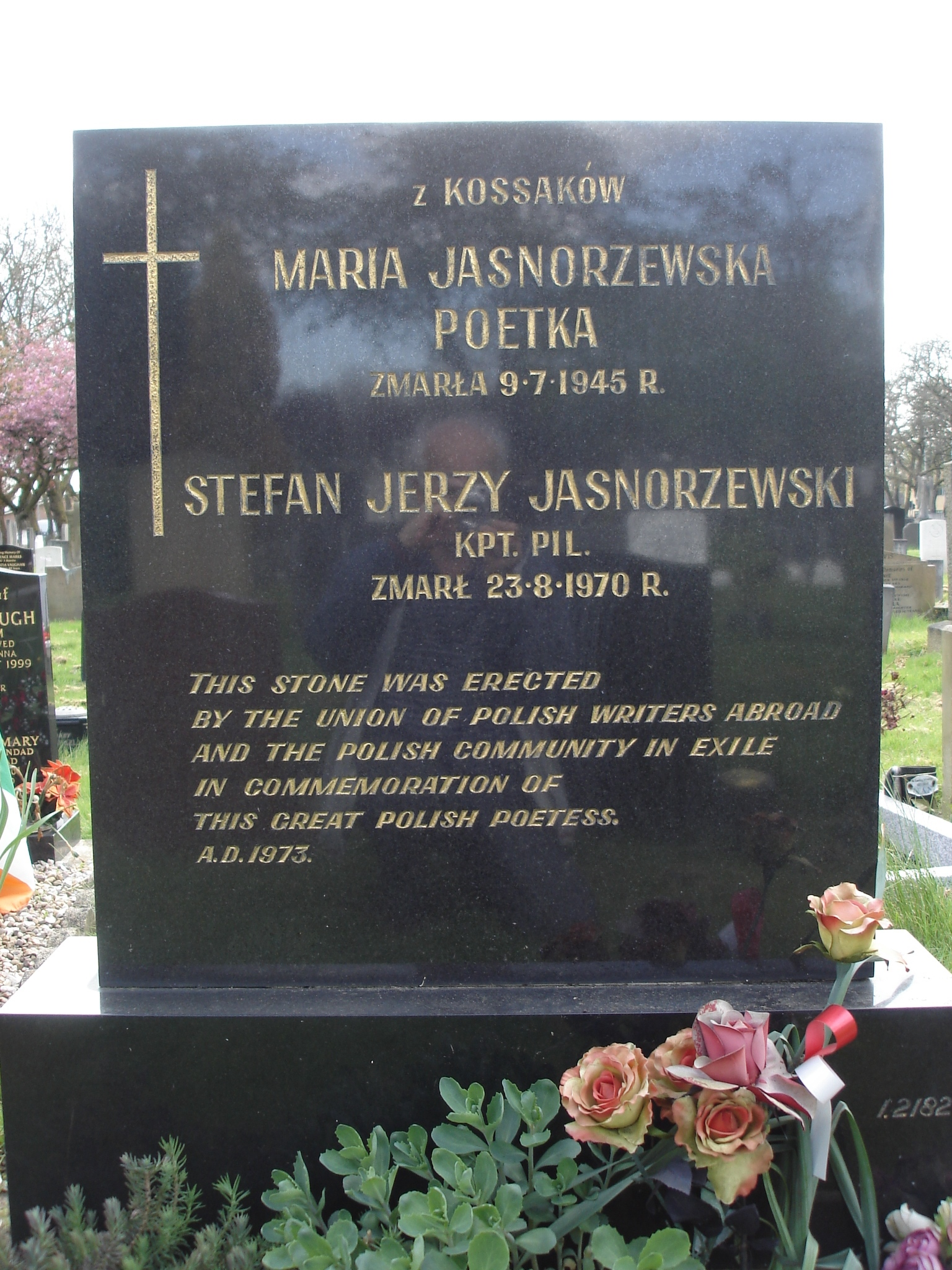
Grób Pawlikowskiej i jej męża Stefana Jasnorzewskiego w Manchesterze

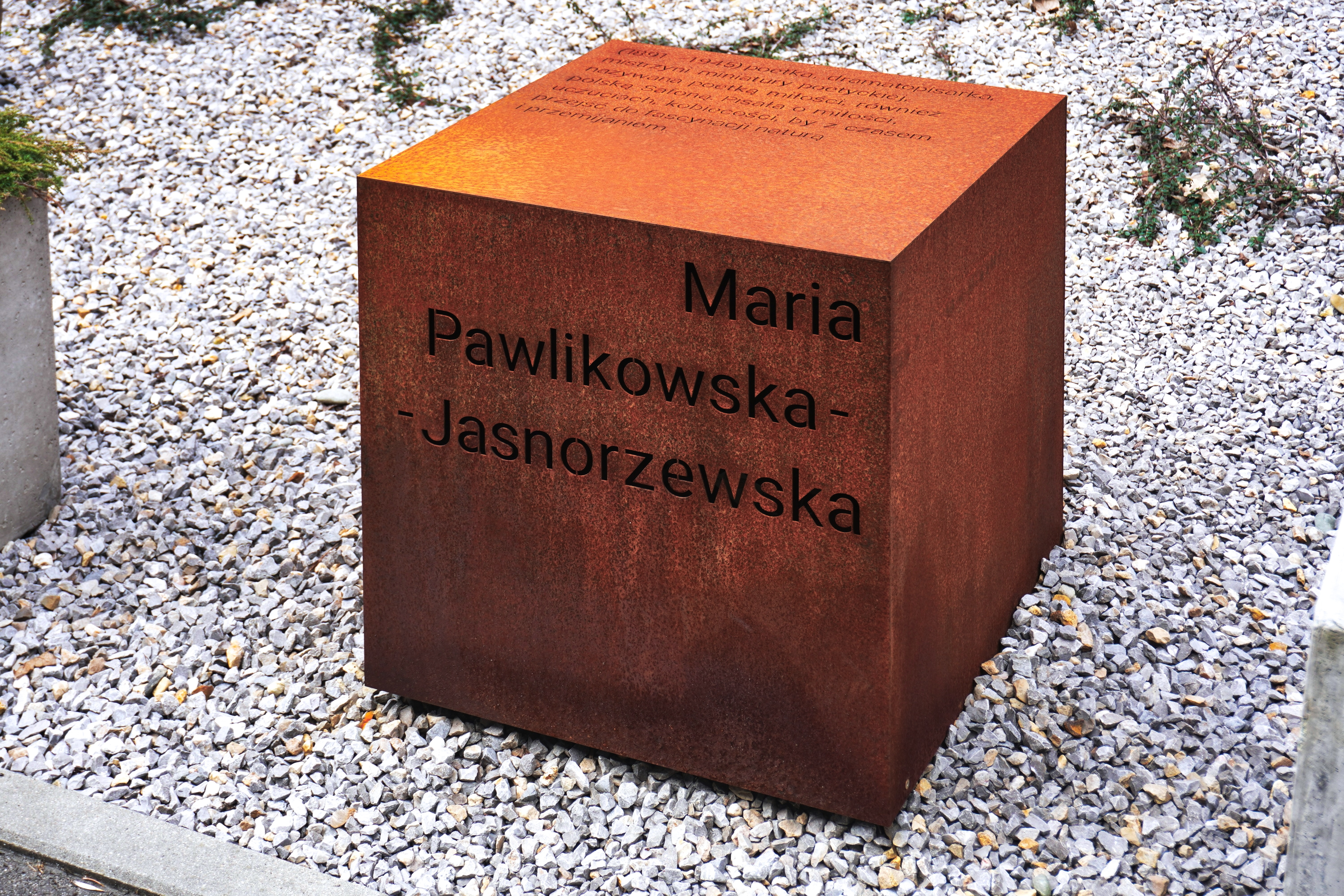
Pomnik-sześcian upamiętniający Marię Pawlikowską-Jasnorzewską przy ulicy Poetów na osiedlu Wizjonerów w Krakowie

Maria Teresa Pawlikowska-Jasnorzewska z d. Kossak, primo voto Bzowska, secundo voto Pawlikowska, tertio voto Jasnorzewska (ur. 24 listopada 1891 w Krakowie, zm. 9 lipca 1945 w Manchesterze) – polska poetka i dramatopisarka dwudziestolecia międzywojennego. Luźno związana ze Skamandrem.

## Życiorys
Maria Janina Teresa Kossak, córka malarza Wojciecha Kossaka (syna Juliusza) i Marii z Kisielnickich, urodziła się 24 listopada 1891 r. w Krakowie. W domu i wśród przyjaciół nazywana była Lilką. Jej starszy brat, Jerzy Kossak, był malarzem, a młodsza siostra, Magdalena, znana pod literackim pseudonimem Magdalena Samozwaniec, pisała utwory satyryczne.
Oboje rodzice autorki wywodzili się ze szlachty, ich krakowski dworek Kossakówka był miejscem częstych spotkań osób ze środowiska artystycznego. Gośćmi w domu Kossaków bywali m.in. Henryk Sienkiewicz, Ignacy Jan Paderewski, Wincenty Lutosławski. Maria Pawlikowska-Jasnorzewska nie uczęszczała do szkoły, edukację pobierała w domu, gdzie nauczyła się kilku języków obcych oraz zdobyła wykształcenie humanistyczne. Przez krótki czas była wolną słuchaczką krakowskiej Akademii Sztuk Pięknych.
Trzykrotnie wychodziła za mąż. Pierwszy mąż, Władysław Bzowski, poślubiony przez nią 25 września 1915 r. w Krakowie, był oficerem armii austriackiej. Małżeństwo się rozpadło (zostało uznane za nieważne przez Kościół 12 marca 1919 r.). Jesienią 1916 r. w Zakopanem poznała Jana Henryka Gwalberta Pawlikowskiego, miłośnika Tatr, pisarza i poetę, młodszego syna Jana Gwalberta Pawlikowskiego i zakochała się w nim. 2 czerwca 1919 r. w Krakowie wyszła za mąż za Pawlikowskiego i zamieszkali w zakopiańskiej willi „Pod Jedlami”. Małżeństwo to nie przetrwało długo (jedną z przyczyn był pozamałżeński związek Pawlikowskiego z tancerką Valérie Konchinsky) i zostało unieważnione przez Sąd Najwyższy 23 grudnia 1929 r.
Poetka sporo podróżowała, czego ślady można odnaleźć w jej twórczości. Przebywała między innymi we Włoszech, Turcji, w Północnej Afryce i we Francji, gdzie w 1927 r. w Paryżu przeżyła wielką miłość z lotnikiem i poetą Sarmento de Beires. 19 czerwca 1931 r. w Poznaniu wyszła za mąż za Stefana Jasnorzewskiego, oficera lotnictwa.
W 1937 została laureatką Literackiej Nagrody Miasta Krakowa.
We wrześniu 1939 r., po wystawieniu sztuki Baba-Dziwo, będącej ostrym atakiem na hitlerowski totalitaryzm, wyjechała do Francji (szlakiem przez Zaleszczyki), a później do Anglii. Wraz z mężem osiadła w Blackpool, w ośrodku lotnictwa RAF. Poetka zachorowała na raka, nowotwór dawał bardzo szybko przerzuty, najbardziej zaatakowany był kręgosłup. Maria Pawlikowska-Jasnorzewska była dwukrotnie operowana w specjalistycznym szpitalu Christie Institute. Zmarła w owym szpitalu w Manchesterze 9 lipca 1945 r. i tam została pochowana na Działce Polskiej na Southern Cemetery. Stefan Jasnorzewski po skończonej wojnie całkowicie porzucił lotnictwo i zerwał kontakty z przyjaciółmi i rodziną na około pięć lat.
Maria Pawlikowska-Jasnorzewska przyjaźniła się z wieloma artystami, zwłaszcza ze środowiska Skamandra, z Witkacym oraz z formistami (Leonem Chwistkiem i Andrzejem Pronaszką). We wspomnieniach wielu ówczesnych osobistości artystycznych opisywana była jako uprzejma, czarująca osoba.
Według siostry miała być okresowo wegetarianką, czego dowodem może być wiersz Do mięsożerców z tomiku Surowy jedwab (1932) oraz unikała alkoholu.

## Twórczość
W 1924 r. zadebiutowała jako pisarka sztuką Szofer Archibald. Komedia w trzech aktach. Do 1939 r. napisała piętnaście sztuk. Większość z nich to typowe komedie. Z powodu perspektywy, z jakiej ujmowała tematy takie jak aborcja i związki pozamałżeńskie, niektóre z jej sztuk uważane były za skandalizujące. Krytycy wysoko ją cenili, znane są porównania poetki do Moliera, Marivaux, Wilde’a, Shawa i Witkacego.

## Oddziaływanie twórczości
Wiersze Pawlikowskiej-Jasnorzewskiej były często wykonywane jako piosenki, śpiewane m.in. przez Ewę Demarczyk do muzyki Zygmunta Koniecznego, Czesława Niemena (do muzyki własnej), Krystynę Jandę do muzyki Jerzego Satanowskiego czy sanah („Pocałunki”, „Ofelia”). Jeden z wierszy Jasnorzewskiej pojawia się w Gombrowiczowskiej Pornografii wyreżyserowanej przez Jana Jakuba Kolskiego.
Na jej cześć nazwano jedną z planetoid – (4114) Jasnorzewska.
Siostra poetki, Magdalena Samozwaniec, dwukrotnie wydała wspomnienia o niej, w tomach: Maria i Magdalena (1956) i Zalotnica niebieska (1973).

## Ordery i odznaczenia
- Złoty Krzyż Zasługi (11 listopada 1934)[5]
- Złoty Wawrzyn Akademicki (5 listopada 1935)[6]

## Publikacje

### Liryka
- Niebieskie migdały[7], Kraków 1922
- Różowa magia. Poezje[8], Kraków 1924 – z ilustracjami autorki
- Pocałunki[9], Warszawa 1926
- dancing. karnet balowy[10], Warszawa 1927
- Wachlarz. Zbiór poezyj dawnych i nowych[11], Warszawa 1927
- Cisza leśna[12], Warszawa 1928
- Paryż[13], Warszawa 1929
- Profil białej damy[14], Warszawa 1930
- Surowy jedwab[15], Warszawa 1932
- Śpiąca załoga[16], Warszawa 1933
- Balet powojów[17], Warszawa 1935
- Krystalizacje[18], Warszawa 1937
- Szkicownik poetycki[19], Warszawa 1939
- Róża i lasy płonące[20], Londyn 1940
- Gołąb ofiarny. Zbiór wierszy[21], Glasgow 1941
- Ostatnie utwory, zebrał i opracował Tymon Terlecki, Londyn 1956 – wydany pośmiertnie zbiór ostatnich utworów poetki
- Etiudy wiosenne[22], Warszawa 1976 – niepublikowane juwenilia
- Pocałunki, Warszawa – Rzeszów 2008
- Moja siostra poetka, Warszawa 2010 – wybór poezji, także niepublikowanej, dokonany przez Magdalenę Samozwaniec wraz z płytą CD na której Samozwaniec deklamuje 8 wierszy siostry-poetki.
- Wojnę szatan spłodził. Zapiski 1939–1945, Warszawa 2012 – nieregularnie prowadzony dziennik wojenny poetki opracowany przez Rafała Podrazę.

### Dramaty
- Szofer Archibald. Komedia w 3 aktach, wystawienie: Warszawa, Teatr Mały 1924, druk: „Świat” 1924 (nr. 45–52)
- Kochanek Sybilli Thompson. fantazja przyszłości w 3 aktach, wystawienie: Kraków, Teatr im. J. Słowackiego 1926
- Bracia syjamscy. Komedia w 3 aktach Jedyna sztuka autorki napisana wierszem.
- Egipska pszenica. sztuka w 3 aktach[23], wystawienie: Kraków, Teatr im. J. Słowackiego 1932
- Powrót mamy. Komedia w 3 aktach, wystawienie: Warszawa, Teatr Nowy 1935
- Mrówki (myrmeis). sztuka w 3 aktach, wystawienie: Kraków, Teatr im. J. Słowackiego 1936
- Rezerwat. Farsa w 3 aktach, wystawienie: TV 1968, druk: „Dialog” 1979/3
- Zalotnicy niebiescy. Sztuka w 3 aktach[24], wystawienie: Warszawa, Teatr Mały 1933[25], wyd. Kraków 1936
- Dowód osobisty. Komedia w 3 aktach, wystawienie: Warszawa, Teatr Nowy 1936
- Nagroda literacka. Komedia w 4 aktach, wystawienie: Warszawa, Teatr Nowy 1937. Tekst zaginął.
- Baba-Dziwo. Tragikomedia w 3 aktach, wystawienie: Kraków, Teatr im. J. Słowackiego 1938, druk: „Dialog” 1966/10
- Dewaluacja Klary. Komedia w 3 aktach, wystawienie: Poznań, Teatr Polski 1939
- Popielaty welon. Fantazja sceniczna w 9 obrazach, wystawienie: Warszawa, Teatr Narodowy 1939
- Biedna młodość (słuchowisko radiowe) radio 1936
- Pani zabija pana (słuchowisko radiowe) radio 1936
- Złowrogi portret (słuchowisko radiowe) radio 1937

### Pawlikowska-Jasnorzewska w piosenkach
- 1970: Ewa Demarczyk... (Piwnica pod Baranami) – tekst utworu „Pocałunki”
- 1996: Ich Troje: Intro – tekst utworu „Prawo”
- 1997: Grzegorz Turnau: Tutaj jestem – tekst utworu „Kto chce bym go kochała”
- 1998: Fate: Do mięsożerców
- 2000: Kayah – Topielice
- 2004: Maria Sadowska – teksty utworów z albumu Marysia Sadowska
- 2023: Sanah – tekst utworu „Pocałunki" (M. Pawlikowska-Jasnorzewska)”
- 2025: Sanah – tekst utworu „Ofelia" (M. Pawlikowska-Jasnorzewska)”

## Upamiętnienie
W 80. rocznicę jej śmierci uchwałą Senatu RP XI kadencji z 29 października 2024, rok 2025 ustanowiono „Rokiem Marii Pawlikowskiej-Jasnorzewskiej”.